# Kanseki Stadium Tochigi
Das Kanseki Stadium Tochigi (jap. カンセキスタジアムとちぎ) ist ein Fußballstadion mit Leichtathletikanlage in der japanischen Stadt Utsunomiya, Präfektur Tochigi. Das Stadion befindet sich auf dem Gelände des Tochigi Sports Park. Es ist die Heimspielstätte des Fußballvereins Tochigi SC spielt. Die Anlage hat ein Fassungsvermögen von 25.244 Besuchern. Der Eigentümer der Sportanlage ist die Präfektur Tochigi.